# Kollumer kaas
Kollumer kaas was een kaas gemaakt door Frico en later door Friesland Foods. De kaas kwam niet uit Kollum, maar werd geproduceerd in de 20 km verder gelegen Bergumer-zuivelfabriek "Bergumerdam" (die in 2003 werd gesloten). Het recept van de kaas is in 2003 ook licht gewijzigd. Door een krimpende markt voor Kollumer kaas en door strengere Europese hygiënevoorschriften voor de bewerking van melk werd de productie in 2007 stopgezet.
Kollumer kaas was de enige fabriekskaas die werd gemaakt van rauwe melk en had een wat pittiger smaak dan andere fabriekskazen.
In een tv-advertentie voor Kollumer kaas uit 1995 werd "Country Boy" van Johnny Cash gebruikt om het beeld van een plattelandsgevoel te benadrukken. Daarnaast werd de opzettelijk ongrammaticale slagzin "Wie kaas kiest Kollumer" gebruikt. Wie Kollumer kaas kocht, kreeg gratis een cd van Johnny Cash met de nummers "A Thing Called Love" en "A Boy Named Sue".